# Abilene (Síria)
Abilene, na história da Síria romana, era uma região plana, um distrito localizado na face leste do Anti-Líbano. O nome Abilene deriva da sua principal cidade, Ábila, citada em Lucas 3:1, e localizada entre Heliópolis (Balbeque), da qual distava 60 km, e Damasco, da qual distava 30 km.
Abilene, ao norte, e a Itureia, ao sul, faziam a fronteira oriental da Galileia. Supõe-se que Abilene ficaria nos territórios da tribo de Naftali. Um suposto túmulo de Abel, localizado na região, teria dado a ela o nome de Abilene.